# Jan Eudes
Svatý Jan Eudes (14. listopadu 1601, Ri – 19. srpna 1680, Caen) byl francouzský katolický kněz, zakladatel kongregace eudistů a kongregace sester od Dobrého Pastýře.

## Život
Narodil se ve vesnici Ri v severozápadní Francii. V roce 1625 přijal kněžské svěcení. Tehdy již byl členem kongregace oratoriánů.
Chtěl podporovat výchovu kněží, v čemž mu ale oratoriáni příliš prostoru neposkytovali. Založil proto novou kongregaci, jejíž členové si začali říkat eudisté. V té zcela rozvinul svou horlivost v duchu, který stanovil tridentský koncil.
Kromě výchovy kněží měli eudisté ještě jedno, neméně důležité poslání - a sice šíření úcty k Srdci Ježíšovu a Srdci Panny Marie. Dále se kongregace věnovala činnosti při lidových misiích - zde proto, že ruku v ruce s duchovní péčí o kněze jde rovněž duchovní péče o věřící lid.

## Závěr života
Jan Eudes v sedmdesáti pěti letech onemocněl, přesto pokračoval v lidových misiích po farnostech. Při těchto misiích kladl důraz na dostatek prostoru pro zpověď. Brzy po onemocnění zemřel. Blahořečen byl v roce 1909, svatořečen roku 1925.

## Citáty
- Pravidlem všech pravidel je láska.

- V Mariině Srdci vybudoval Otec říši své lásky. Jediný Syn si v něm připravil svůj příbytek a Duch Svatý - plnost lásky, zřídil si v něm svůj chrám. Mariino Srdce je archa, ve které jsou ukryta Boží tajemství.

- Ježíš je nejenom tvůj, on chce být také v tobě.